# Список наследников существующих монархий
В статье представлен список наследников существующих наследных монархий по частям света. В списке представлены наследники только суверенных государств.
Не включённые в список выборные монархии, в которых наследник назначается парламентом или каким-либо другим органом помимо монарха или определяется уже после смерти самого монарха: Андорра, Ватикан, Камбоджа, Катар, Малайзия, Мальтийский орден, ОАЭ и Эсватини.

## Азия
| Государство       | Фотография | Наследник           | Полное имя                                                                              | Дата рождения   | Титул                             | Династия           | Монарх                |
| ----------------- | ---------- | ------------------- | --------------------------------------------------------------------------------------- | --------------- | --------------------------------- | ------------------ | --------------------- |
| Бахрейн           |            | Салман ибн Хамад    | Салман ибн Хамад ибн Иса Аль Халифа (араб. سلمان بن حمد آل خليفة‎)                       | 21 октября 1969 | Наследный принц Бахрейна          | Аль Халифа         | Хамад II              |
| Бруней            |            | Аль-Мухтади Билла   | Аль-Мухтади Билла Болкиах (араб. المهتدي بالله البلقيه‎)                                 | 17 февраля 1974 | Наследный принц Брунея            | Болкиах            | Хассанал Болкиах      |
| Бутан             |            | Джигме Намгьел      | Джигме Намгьел Вангчук (дзонг-кэ འཇིགས་མེད་རྣམ་རྒྱལ་དབང་ཕྱུག)                                  | 5 февраля 2016  | Драконовый наследник              | Вангчук            | Кхесар Намгьял        |
| Иордания          |            | Хусейн              | Хусейн ибн Абдалла (араб. الحسين بن عبد الله‎)                                           | 28 июня 1994    | Наследный принц Иордании          | Хашимиты           | Абдалла II            |
| Кувейт            |            | Сабах               | Сабах аль-Халид ас-Сабах (араб. الشيخ صباح الخالد الحمد الصباح‎)                         | 3 марта 1953    | Наследный принц Кувейта           | Аль Сабах          | Мишааль I             |
| Оман              |            | Тейязин бин Хейсам  | Тейязин бин Хейсам Аль Саид (араб. ذي يزن بن هيثم آل سعيد‎)                              | 21 августа 1990 | Наследный принц Омана             | Аль Саид           | Хейсам бен Тарик      |
| Саудовская Аравия |            | Мухаммед ибн Салман | Мухаммед ибн Салман ибн Абдул-Азиз Аль Сауд (араб. محمد بن سلمان بن عبد العزيز آل سعود‎) | 31 августа 1985 | Наследный принц Саудовской Аравии | Аль Сауд (Саудиты) | Салман ибн Абдул-Азиз |
| Таиланд           |            | Дипангкорн          | Дипангкорн Расмичоти (тайск. ทีปังกรรัศมีโชติ)                                               | 29 апреля 2005  | Наследный принц Таиланда          | Чакри              | Рама X                |
| Япония            |            | Фумихито            | Фумихито Акисино (яп. 秋篠文仁)                                                         | 30 ноября 1965  | Наследный принц Японии            | Ямато              | Нарухито              |

## Африка
| Государство | Фотография | Наследник | Полное имя                                          | Дата рождения  | Титул                   | Династия | Монарх      |
| ----------- | ---------- | --------- | --------------------------------------------------- | -------------- | ----------------------- | -------- | ----------- |
| Лесото      |            | Леротоли  | Леротоли Давид Сиисо (англ. Lerotholi David Seeiso) | 18 апреля 2007 | Наследный принц Лесото  | Сиисо    | Летсие III  |
| Марокко     |            | Хасан     | Мулай аль-Хасан (араб. مولاي الحسن‎)                 | 8 мая 2003     | Наследный принц Марокко | Алауиты  | Мухаммед VI |

## Европа
| Государство    | Фотография | Наследник       | Полное имя                                                                                               | Дата рождения   | Титул                                              | Династия                       | Монарх           |
| -------------- | ---------- | --------------- | --- | --------------- | -------------------------------------------------- | ------------------------------ | ---------------- |
| Бельгия        |            | Елизавета       | Елизавета Тереза Мария Елена Бельгийская (нидерл. Elisabeth Theresia Maria Helena van België)            | 25 октября 2001 | Герцогиня Брабантская                              | Саксен-Кобург-Готская династия | Филипп           |
| Великобритания |            | Уильям          | Уильям (Вильгельм) Артур Филипп Луис (Людовик) (англ. William Arthur Philip Louis)                       | 21 июня 1982    | Принц Уэльский                                     | Виндзоры                       | Карл III         |
| Дания          |            | Кристиан        | Кристиан Вольдемар Генри Джон (дат. Christian Valdemar Henri John)                                       | 15 октября 2005 | Кронпринц Дании                                    | Глюксбурги                     | Фредерик X       |
| Испания        |            | Леонор          | Леоно́р де То́дос лос Са́нтос де Бурбо́н и Орти́с Испа́нская (исп. Leonor de Todos los Santos de Borbón Ortiz) | 31 октября 2005 | Принцесса Астурийская                              | Испанские Бурбоны              | Филипп VI        |
| Лихтенштейн    |            | Алоиз           | Алоиз Филипп Мария фон унд цу Лихтенштейн (нем. Alois Philipp Maria von und zu Liechtenstein)            | 11 июня 1968    | Принц-регент Лихтенштейна                          | Лихтенштейны                   | Ханс-Адам II     |
| Люксембург     |            | Гийом           | Гийом Жан Жозеф Мари (люкс. Guillaume Jean Joseph Marie)                                                 | 11 ноября 1981  | Наследный великий герцог Люксембурга               | Пармские Бурбоны               | Анри             |
| Монако         |            | Жак             | Жак Оноре Ренье Гримальди (фр. Jacques Honoré Rainier Grimaldi)                                          | 10 декабря 2014 | Наследный принц Монако                             | Гримальди                      | Альбер II        |
| Нидерланды     |            | Катарина-Амалия | Катарина-Амалия Беатрикс Кармен Виктория (нидерл. Catharina-Amalia Beatrix Carmen Victoria)              | 7 декабря 2003  | Принцесса Оранская                                 | Оранская династия              | Виллем-Александр |
| Норвегия       |            | Хокон           | Хокон Магнус (норв. Haakon Magnus)                                                                       | 20 июля 1973    | Кронпринц Норвегии                                 | Глюксбурги                     | Харальд V        |
| Швеция         |            | Виктория        | Виктория Ингрид Алиса Дезире (швед. Victoria Ingrid Alice Désirée)                                       | 14 июля 1977    | Коронпринцесса Швеции, герцогиня Вестергётландская | Бернадоты                      | Карл XVI         |

## Океания
| Государство | Фотография | Наследник       | Полное имя | Дата рождения    | Титул                 | Династия | Монарх   |
| ----------- | ---------- | --------------- | --- | ---------------- | --------------------- | -------- | -------- |
| Тонга       |            | Сиаоси Тупоутоа | Сиаоси Мануматаонго ʻАлаивахамамаʻо ʻАхоʻеиту Константин Туку’ахо (тонг. Siaosi Manumataongo ʻAlaivahamamaʻo ʻAhoʻeitu Konstantin Tukuʻaho) | 17 сентября 1985 | Наследный принц Тонга | Тупоу    | Тупоу VI |